# تپه جغا بافت
تپه جغا بافت مربوط به دوران پیش از تاریخ ایران باستان است و در اسلام‌آباد غرب، شرق شهر واقع شده و این اثر در تاریخ ۱۹ تیر ۱۳۴۸ با شمارهٔ ثبت ۸۵۱ به‌عنوان یکی از آثار ملی ایران به ثبت رسیده است.